# Abolala Soudavar
Abolala Soudavar (* 2. Juni 1945) ist ein persischer Kunsthistoriker und ehemaliger Unternehmer.
Abolala Soudavar leitete von 1975 bis 1979 die Khawar Industrial Group, Teheran.
Die Khawar Industrial Group („KIG“) ist ein umsatzstarkes Importunternehmen, Generalvertreter von Mercedes-Benz im Iran.
Die KIG wurde nach 1979 verstaatlicht.
Seither lebt Abolala Soudavar in den Vereinigten Staaten.

## Veröffentlichungen
- Art of the Persian Courts: Selections from the Art and History Trust Collection, New York, 1992